# 伊奈かっぺい・旅の空うわの空
伊奈かっぺい・旅の空うわの空（いなかっぺい・たびのそらうわのそら）は、伊奈かっぺいがパーソナリティを務める、青森放送のラジオ番組。1996年10月にスタートした。なお、1987年10月12日（この当時は『お待たせ8時 けっぱれ!われらがエンターティナー』の金曜枠の番組）からも同名のタイトルのラジオ番組（ただし、当時の番組名は『伊奈かっぺい・旅の空・上の空』）が放送されていたため、実質復活番組となっている。

## 概要
基本的に生放送だが、かっぺいが他県でコンサート等をする時は録音の場合もある。
番組の内容は、かっぺいの見たことや感じたことを紹介していくというもので、電話やFAXや手紙も受け付ける（冒頭部分の電話番号、FAX番号の紹介は伊藤多喜雄が歌っている）。また、リスナーからのFAXや手紙の内容から、かっぺいが話題を広げることもある。

## ナイターとの関係
- 2019年度まで、年度上半期のプロ野球ナイター中継シーズンの放送時間は19:00 - 20:30、年度下半期のプロ野球ナイター中継オフシーズンの放送時間は20:00 - 21:30[3]に設定しており、この半期ごとの放送枠往復を、当番組では「春夏時間」「秋冬時間」と称していた。これに付随して『まるごと歌謡曲!』『あいうえラジお』（ナイター中継シーズンは当番組の後枠で放送）も半期毎に放送時間を移動させていた。
- 2020年度は下半期も19:00 - 20:30に据え置きとなる。
- プロ野球ナイター中継オフシーズンは1999年度までは後藤美穂子アナウンサーが21:00に登場し、「9時のニュース」として世界の面白いニュースを紹介し、かっぺいがコメントをしていた。2000年度よりしばらくは、21:00の東奥日報ニュースを内包し、ニュースを担当したアナウンサーも引き続き出演する場合があった。現在は通年で放送開始1時間後[4]に、アシスタントのアナウンサーが登場し、世界の面白ニュースを数本読む体制に落ち着いている。
- また2022年1月頃から、ラジオ沖縄の方言ニュースに影響を受け、かっぺいの発案で津軽弁で8時のニュースを読んでみようという事になった。

標準語の他に津軽弁(伊奈かっぺい)や福島弁(伊東幸子アナ出演時)、関西弁(橋本莉奈アナ出演時)、秋田弁(筋野裕子アナ出演時)、宮城弁(大友寿郎出演時)と多言語で同じニュースを方言に翻訳して読む様になる。
公開放送の時に大友寿郎出演時に宮城弁、伊東幸子アナがアシスタントの時に福島弁で方言ニュースが披露された。
現在は筋野裕子アナと橋本莉奈アナが交互または2～3週連続などで出演し地元の方言でニュースを伝えてる。

## 出演者

### パーソナリティ
- 伊奈かっぺい（1996年10月 - ）

### アシスタント（番組開始1時間後からの出演）
※2022年度からは、青森放送アナウンサーが週替わりでアシスタントを担当する。2022年度は田村、鮫島、伊東、筋野、橋本の5名が週替わりで担当していたが、2023年度からは筋野と橋本の2名が週替わりで担当している。
※2021年度以前はアシスタントが取材活動による出張や休暇など何らかの理由で出演できないときは、他のアナウンサーによる代役もしくは、かっぺいが単独で出演していた。
現在
- 橋本莉奈（2021年9月27日 - [5]）
- 筋野裕子（2022年度 - [6]）

過去
- 後藤美穂子（1996年10月 - 2000年3月）ナイターオフシーズンのみ
- 秋山博子（? - 2016年3月28日）
- 長澤瑠璃子（2016年3月28日 - 2019年6月24日）
- 田村啓美（2019年7月1日 - 2021年3月21日、2022年度[7]）
- 桑子英里（2021年3月28日 - 9月20日）
- 伊東幸子（2022年度[6]）
- 鮫島大史（2022年度[6]）

## スタッフ

### プロデューサー
- 山本鷹賀春（制作局ラジオ制作部長、2018年4月2日 - ）

### ディレクター
- 是川茉耶（2018年4月2日 - ）

### 過去
- 渡辺英彦[1]（当時のラジオ局ラジオ制作部長、 - 2018年3月26日）

## 歴史
- 1998年頃にかっぺいが北海道から青森へ向かう列車の立往生により間に合わず、辻拓哉アナウンサーが代役をつとめ、過去に放送された物を流して対応した。かっぺいは電話出演。
- 2003年11月、かっぺいが病に倒れたため、野坂真理・けんずろうと伊東幸子らのアナウンサーが代役を務めた。かっぺいはその後復帰したが、体調を考慮して段階的に出演時間を延ばしていき、完全復帰まではかっぺいの出演する部分は録音で放送されていた。
- 2012年4月23日に放送800回記念として『ノンフィクション?フィクション! 時空を超える旅 縄文の声が聞こえる』と題した生ラジオドラマを実施。同年の日本民間放送連盟賞・ラジオエンターテインメント部門で優秀賞に選ばれた[1]。
- テーマ曲は、1996年10月の初回の放送でオープニング、エンディングともに、かっぺいが選んだそれぞれ3曲の候補からリスナー投票で決定した[要出典]。
- 以前、東奥日報夕刊にかっぺいが「旅の空うわの空」と題して連載をしていたこともあった。